# Amphilogia major
Amphilogia major är en svampart som beskrevs av Gryzenh., H.F. Glen & M.J. Wingf. 2005. Amphilogia major ingår i släktet Amphilogia och familjen Cryphonectriaceae.   Inga underarter finns listade i Catalogue of Life.